# 彭布罗克郡
彭布罗克郡（英語：Pembrokeshire）是英国威尔士西南部的一个郡，东面与卡马森郡接壤，东北与開雷迪吉昂接壤，北面为爱尔兰海，南面为凯尔特海，首府为哈弗福韦斯特，面积共1,590平方公里，人口为122,400人。

## 图片

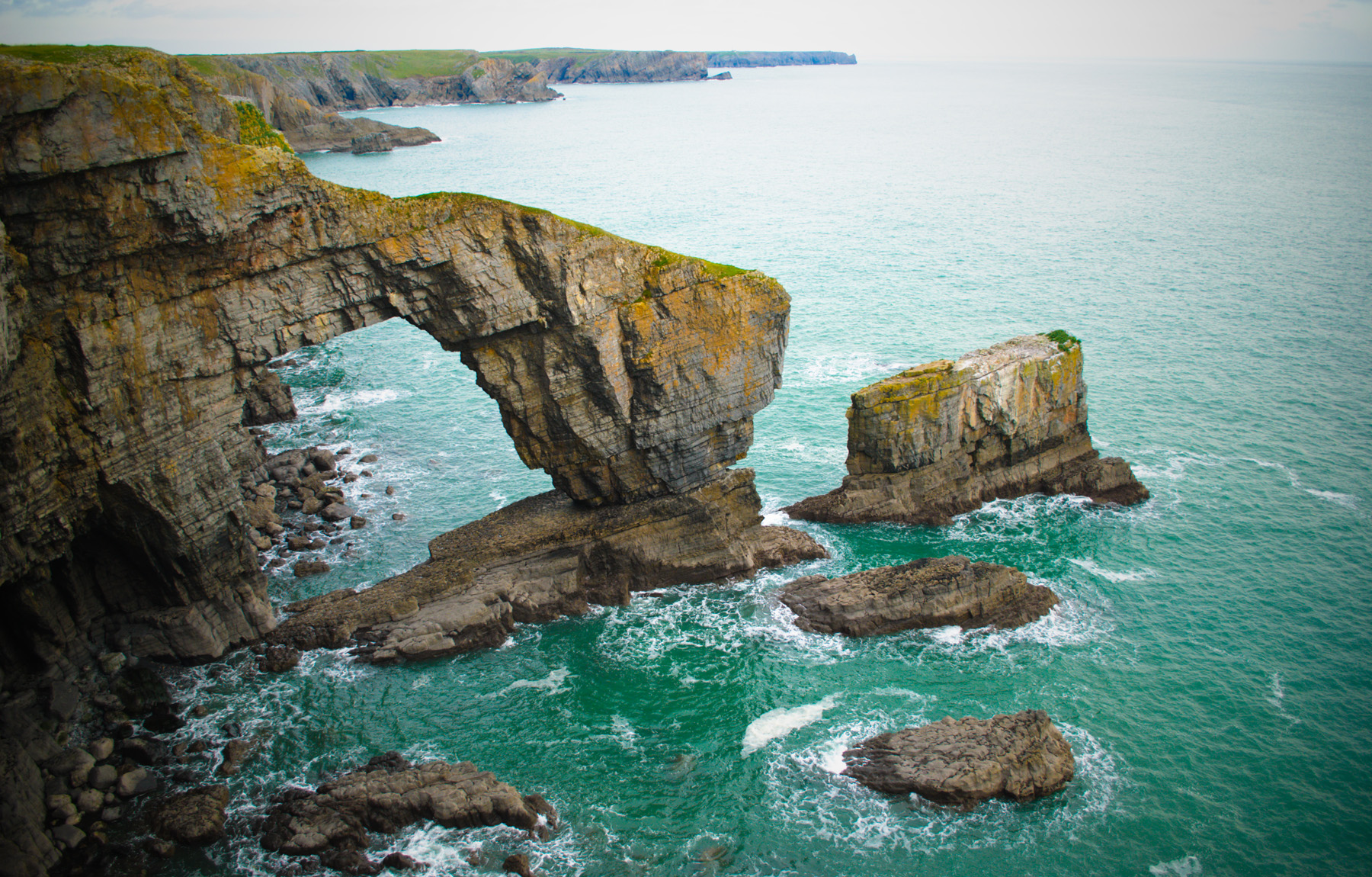
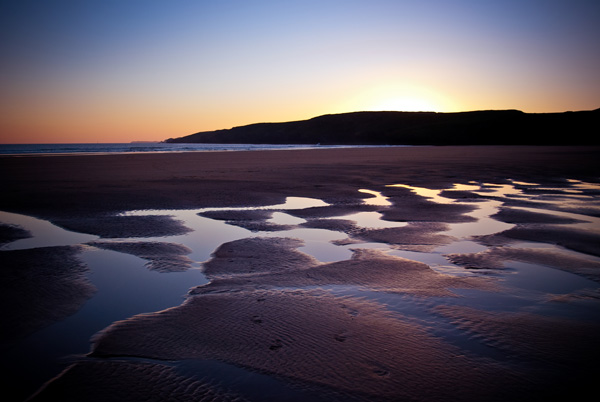
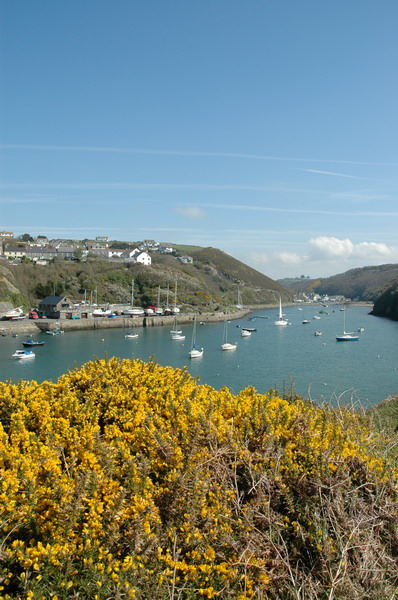
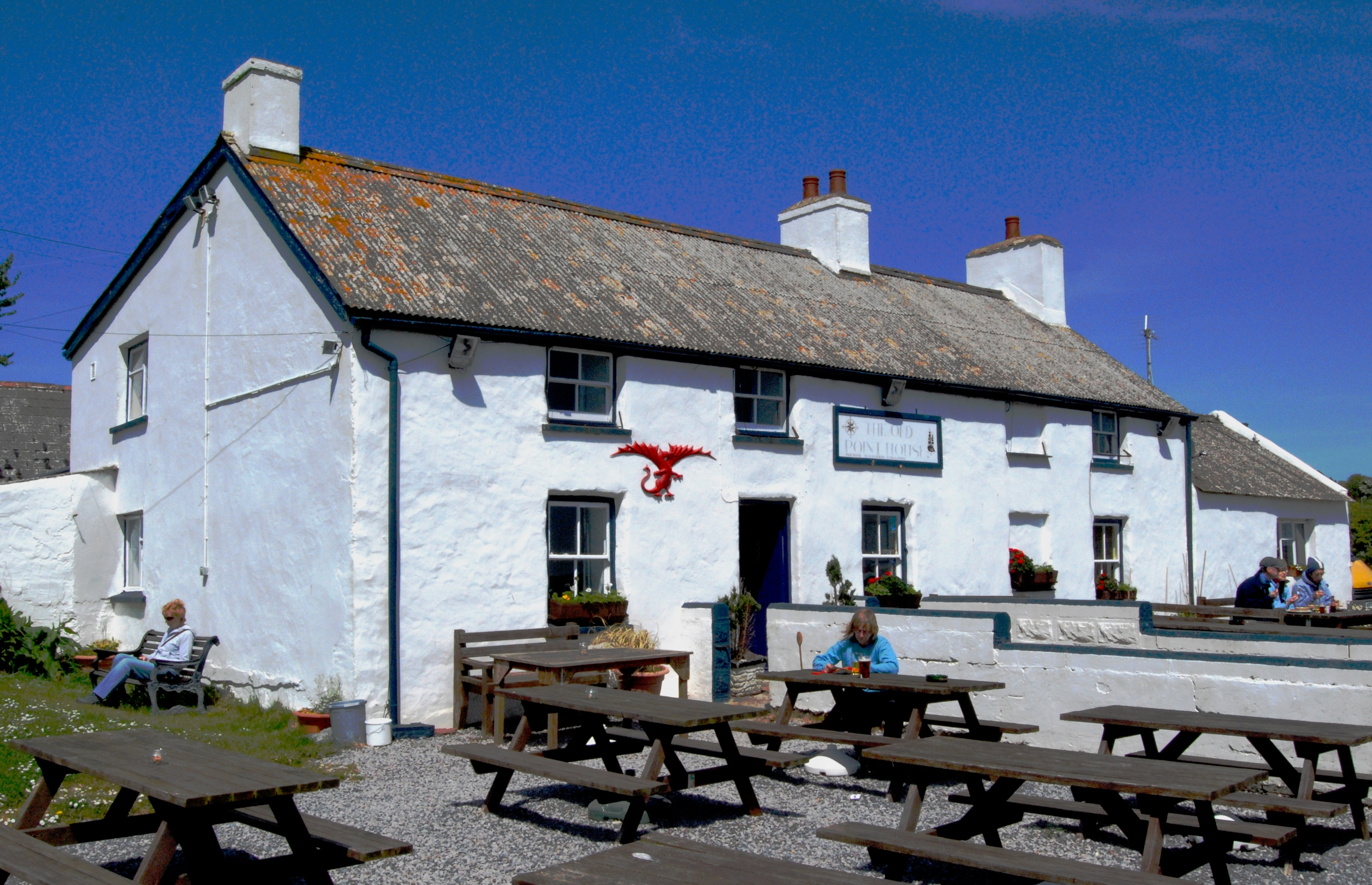
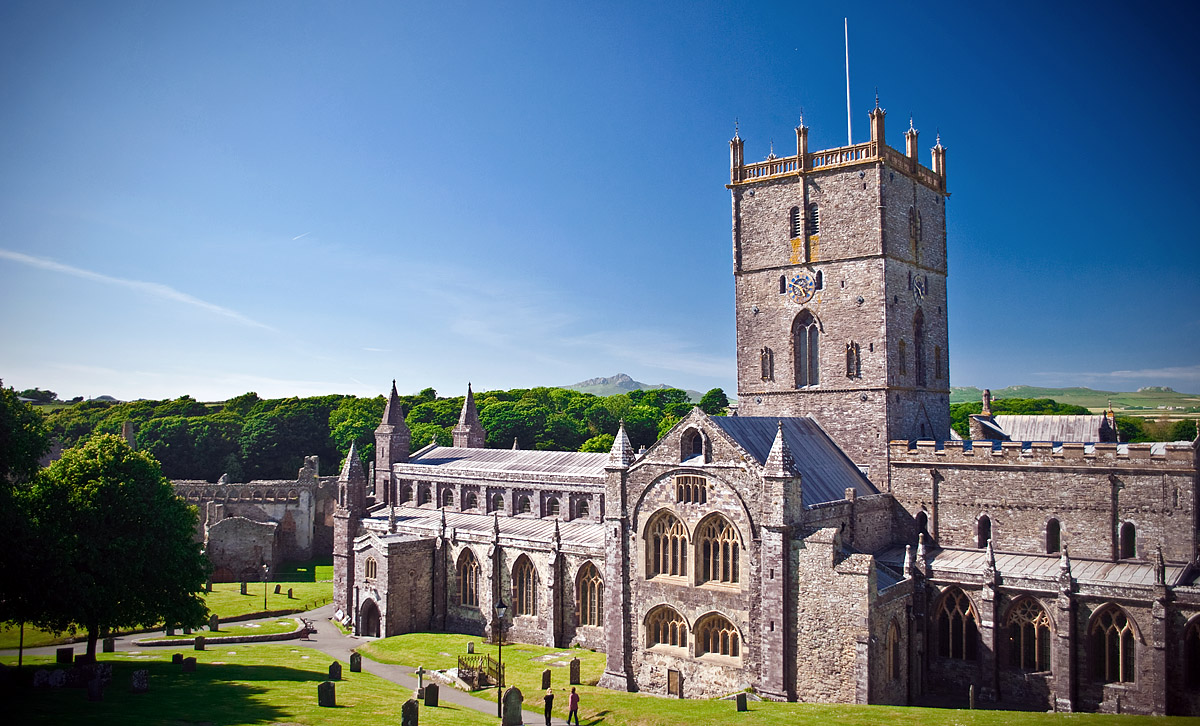
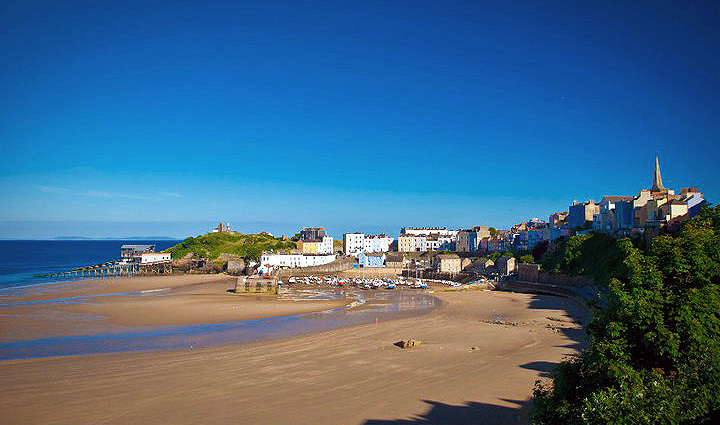
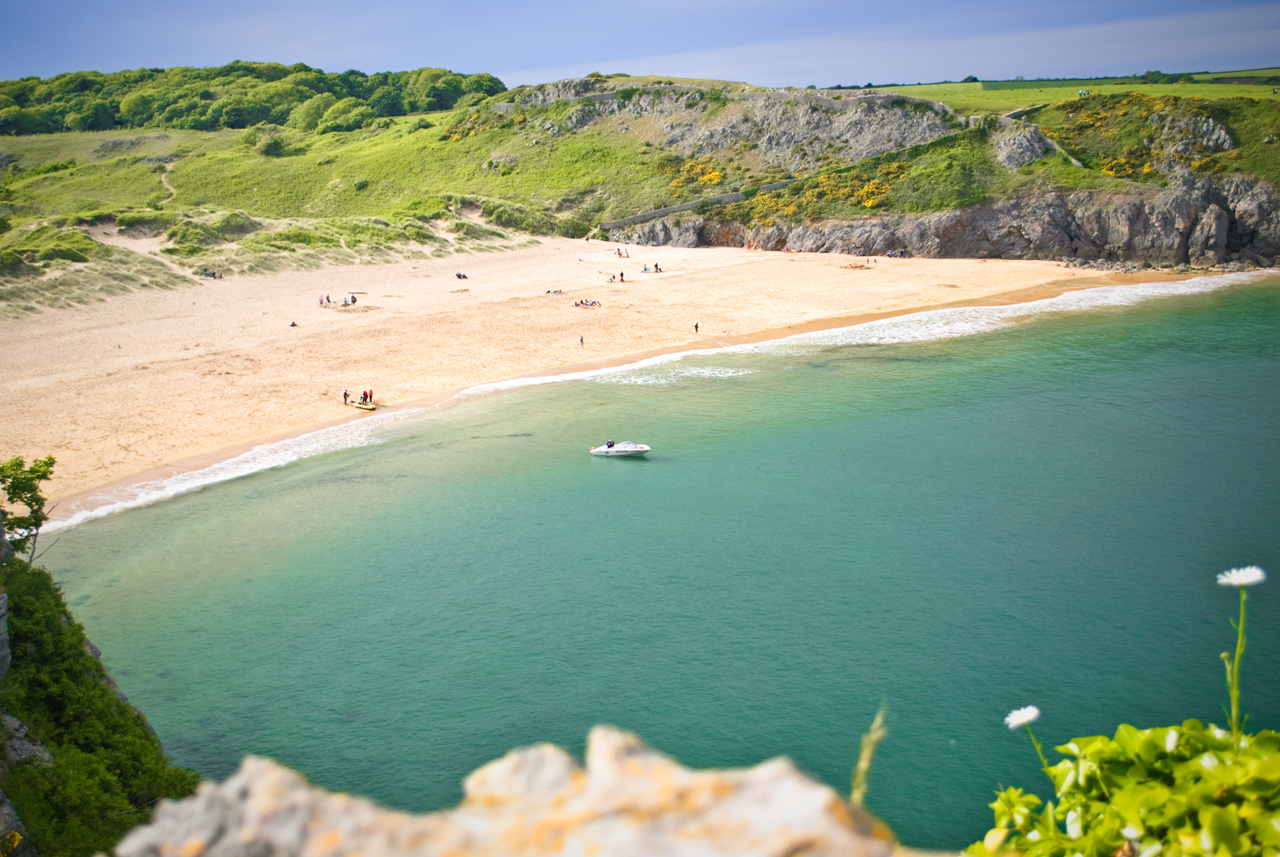
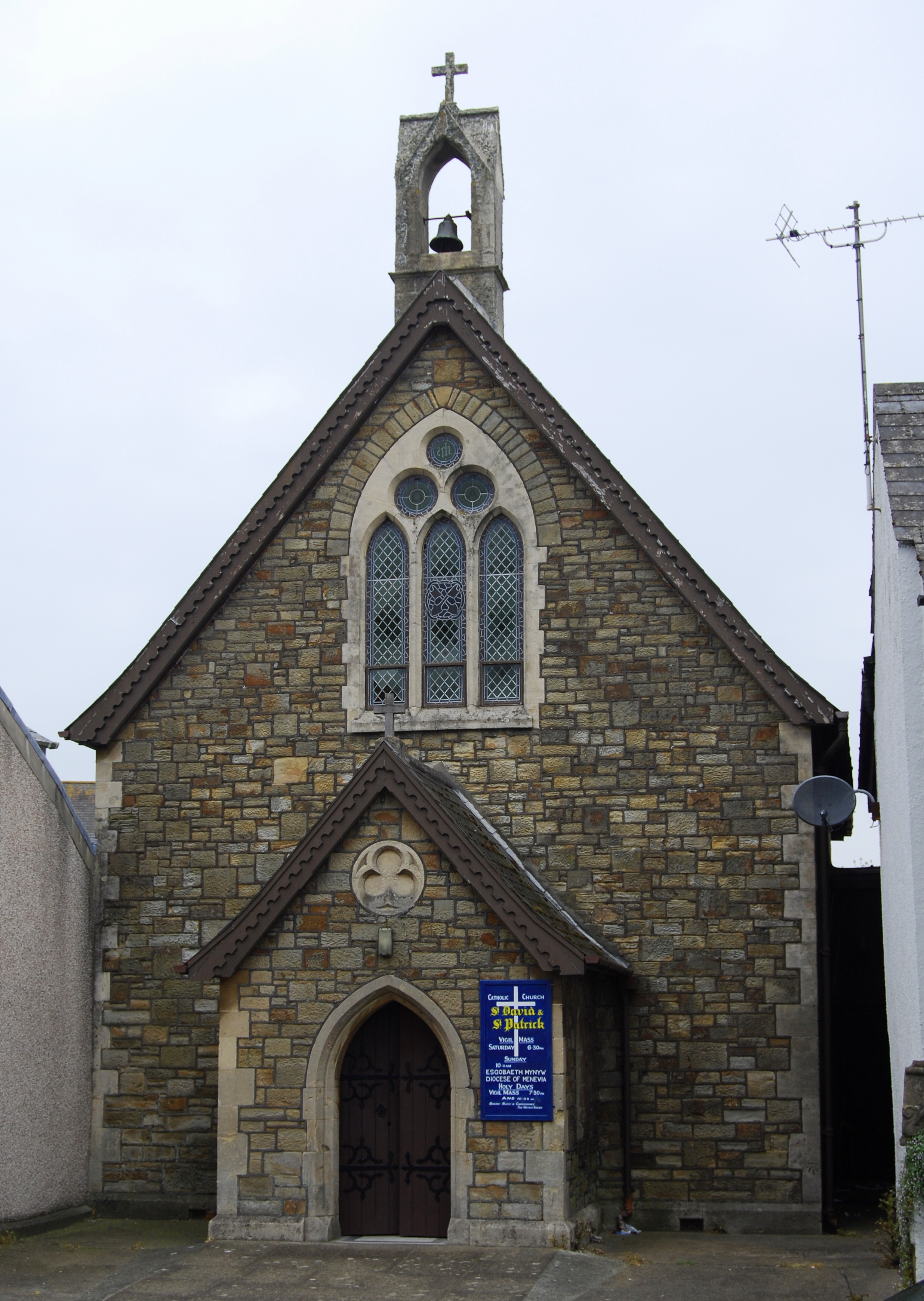
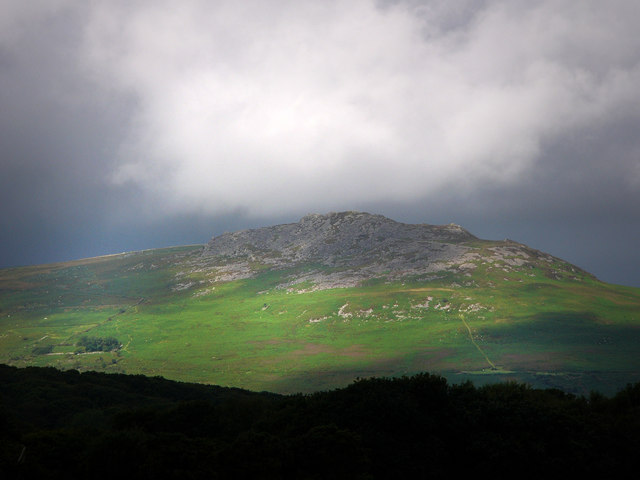
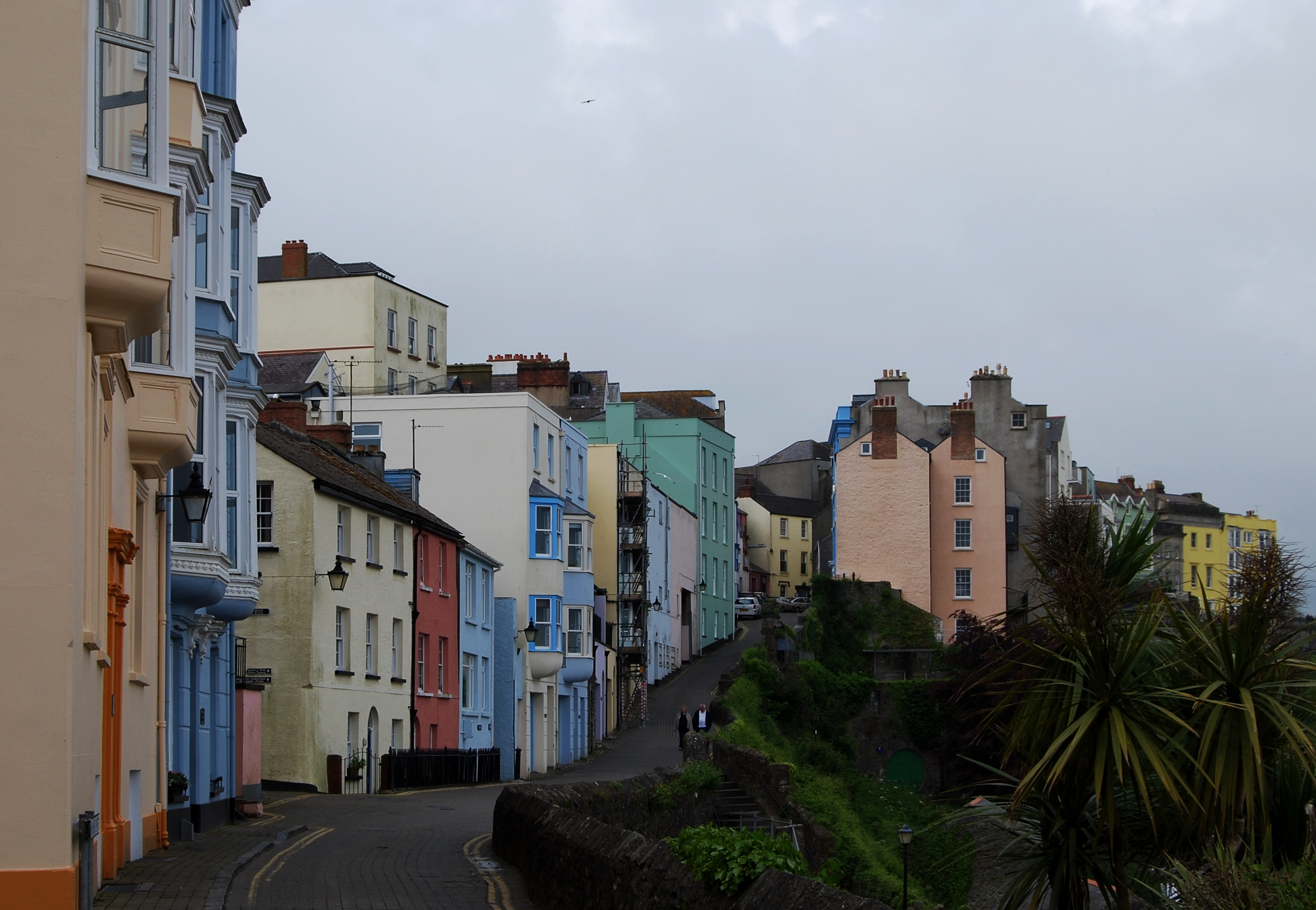